# Kamb Ice Stream
Kamb Ice Stream (dawniej Stream C , pol. „Strumień C”) – strumień lodowy odprowadzający lód z pokrywy Antarktydy Zachodniej do Lodowca Szelfowego Rossa.

## Nazwa
Strumień początkowo znany był jako Stream C – wszystkie strumienie lodowe zasilające Lodowiec Szelfowy Rossa oznaczano kolejnymi literami alfabetu w kolejności ich położenia z południa na północ . Ich nazwy zostały zmienione na początku XXI w., aby uhonorować geologów, w tym przypadku strumień został nazwany w 2002 roku na cześć glacjologa Barclaya Kamba (1931–2011), który w latach 90. XX w. prowadził pomiary geofizyczne i monitorowanie ruchu strumieni lodowych na Ziemi Marie Byrd .

## Geografia
Jeden z pięciu głównych strumieni lodowych spływających z Antarktydy Zachodniej i zasilających Lodowiec Szelfowy Rossa. Płynie na zachód do Wybrzeża Siple’a między Siple Dome i Whillans Ice Stream . Kamb Ice Stream stoi w miejscu, podczas gdy inne strumienie płyną z prędkością 400–1000 m d-1.

## Historia
Strumienie lodowe zostały zbadane i zmapowane w ramach United States Antarctic Research Program w latach 1983–1984 .